# Цыбизов, Владимир Дмитриевич
Цы́бизов Влади́мир Дми́триевич (25 июля 1918, Саратовская область — 6 марта 1999, Смоленск) — русский советский писатель.

## Биография
Родился 25 июля 1918 года на станции Романовка Балашовского района Саратовской области в семье железнодорожника. Окончил в 1941 году Ленинградский военно-механический институт. Работал на заводе в Махачкале, затем в Петропавловске (Северный Казахстан) инженером-конструктором, технологом. В конце 1944 года переехал в Смоленск, работал старшим инженером в Управлении Западной железной дороги, преподавал в строительном и энергетическом техникумах, сотрудничал в областных газетах «Рабочий путь», «Смена» и областном радиокомитете.
Первый рассказ опубликовал в «Смоленском альманахе» в 1950 году. Многие очерки и рассказы писателя выходили в местной смоленской печати; бо́льшая часть его книг опубликована в Смоленском книжном издательстве. Член Союза Журналистов (1957) и Союза писателей СССР (1958). Работал редактором «многотиражки».
Начав с произведений, типичных для соцреализма, впоследствии также стал писать рассказы для детей и произведения других жанров, в том числе детективы (например, написанный для детей детектив «Необычайные происшествия в Пеньках» (1958).
В конце 50-х годов обратился и к фантастическому жанру, выпустив научно-фантастический роман «Тайна „Соленоида“» (1959). Также в начале 70-х годов работал над фантастическим романом «Атлантида».
До конца жизни жил в Смоленске, где и умер 6 марта 1999 года.

## Сочинения

### Повести и романы
- «Дипломанты» (повесть, 1952 год)
- «Конструктор» (повесть, 1952 год)
- «Станция Степная» (повесть, 1953 год)
- «Необычайные происшествия в Пеньках» (повесть, 1958 год)
- «Тайна „Соленоида“» (роман, 1959 год)
- «Клад Наполеона» (повесть, 1973 год)

### Рассказы
- «Машинист» (рассказ)
- «Приятели» (рассказ)
- «Бесшумная пила» (рассказ, 1951 год)
- «Лёнька из пятого „б“» (рассказ, 1952 год)
- «Рассказы о маленькой Оле» (сборник для детей, 1957 год)
- «Сто семнадцатый километр» (рассказ, 1957 год)
- «На Днепре» (рассказ, 1963 год)

### Прочие произведения
- «Путь к мастерству» (очерк, 1957 год)
- «Рождение славы» (сборник очерков, 1979 год)
- «Лазер — инструмент» (1981 год)